# Bill & Ted's Excellent Adventure (1989.)
Bill & Ted's Excellent Adventure je američka znanstvenofantastična komedija, tzv. buddy film iz 1989.g., i prvi film u franšizi Bill & Ted u kojem dvojica hevimetalik lijenčina putuju kroz vrijeme da sakupe menažeriju povijesnih osoba za svoj školski referat.
Scenarij su napisali Chris Matheson i Ed Solomon, a film je režirao Stephen Herek. U njemu se pojavljuju Keanu Reeves kao "Ted" Theodore Logan, Alex Winter kao Bill S. Preston, Esquire i George Carlin kao Rufus. Bill & Ted's Excellent Adventure je dobio većinom pozitivne kritike i bio je komercijalno uspješan. Sada se smatra kultnim filmom. Nastavak, Bill & Ted's Bogus Journey, pojavio se dvije godine kasnije. Najavljen je i treći dio franšize.[nedostaje izvor]